# Oise (rijeka)
Oise je rijeka desni pritok rijeke Seine, duga 302 km, koja protječe kroz Francusku i Belgiju. 
Rijeka Osie izvire u belgijskoj provinciji Hainaut, južno od grada Chimay. Nakon 20ak km prelazi u Francusku i kod Conflans-Sainte-Honorine (u blizini Pariza) utječe u Seine. Glavna pritoka Oise je rijeka Aisne. 
Rijeka Oise protječe kroz sljedeće francuske departmane i gradove:
- Aisne: Hirson, Guise, Chauny
- Oise (nazva po rijeci Oise): Noyon, Compiègne, Creil
- Val-d'Oise (nazvan po rijeci Oise): Auvers-sur-Oise, Pontoise, Cergy, Jouy-le-Moutier
- Yvelines: Conflans-Sainte-Honorine

## Vanjske poveznice
|  | Zajednički poslužitelj ima još gradiva o temi Oise (rijeka) |